# Doppler Hill
Der Doppler Hill ist ein 68 m hoher, an seinen Flanken bewachsener Hügel aus Fels und Moränengeröll auf der Insel Heard im Archipel der Heard und McDonaldinseln im südlichen Indischen Ozean. Von seinem Gipfel sind der Round Hill und das Lambeth Bluff einsehbar.
Australische Wissenschaftler errichteten hier im März 1980 eine Station für satellitengestützte Positionsbestimmungen mittels Doppler-Effekt, was dem Hügel seinen Namen gab.